# Ester Ellqvist

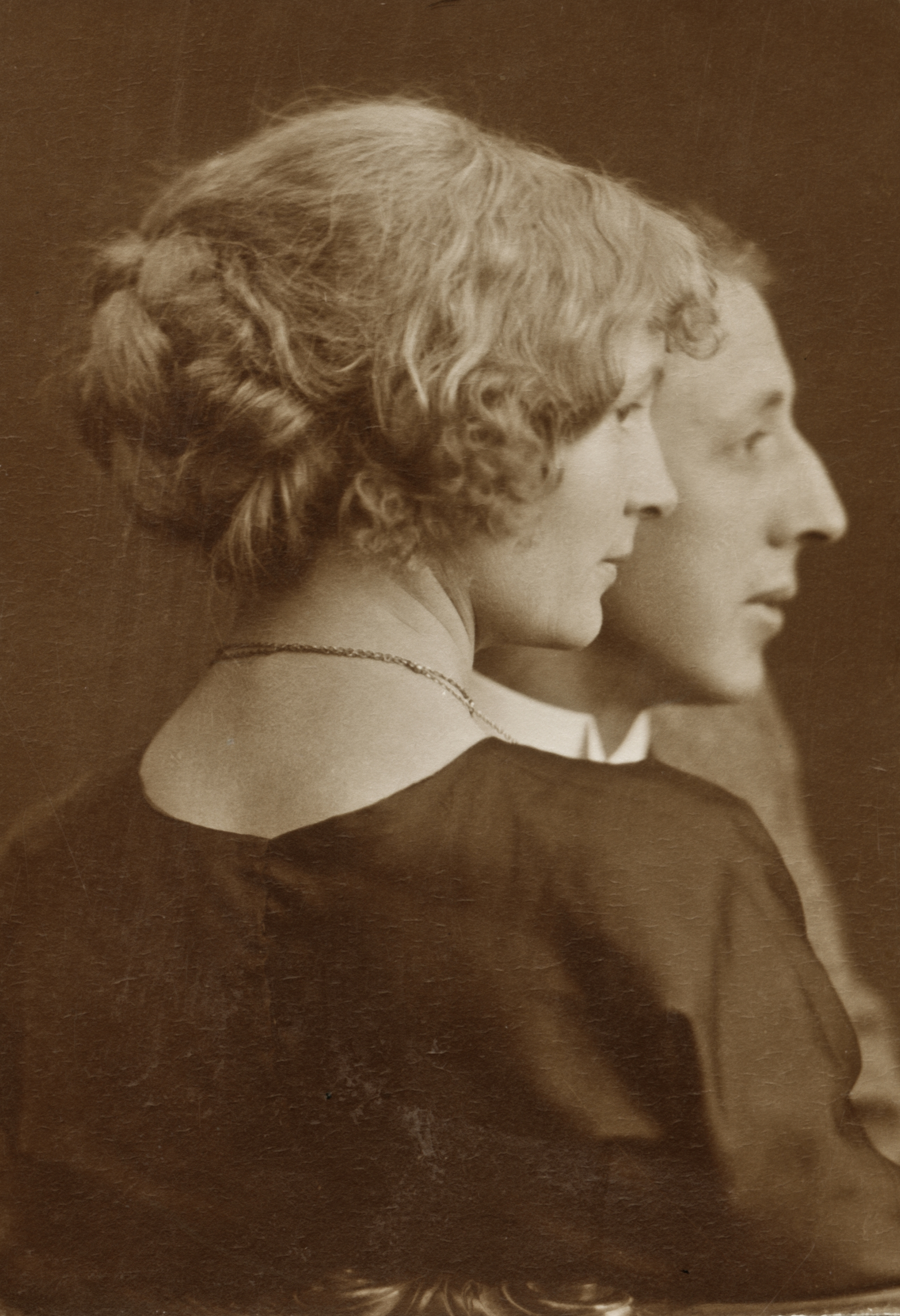
Ester Ellqvist och John Bauer

Ruth Ester Elisabeth Ellqvist-Bauer, född 4 oktober 1880 i Ausås i Skåne, död 20 november 1918 på Vättern, var en svensk konstnär.

## Biografi

### Uppväxtåren
Ester Ellqvist var dotter till Carl Christensson Ellqvist och Johanna Nilsdotter. Hon var det sjätte barnet i en syskonskara om tre pojkar och tre flickor som överlevde barndomsåren. Fadern var  lärare i socknens folkskola men i slutet av 1880-talet flyttade familjen Ellqvist till Stockholm. Troligen var det modern som tog initiativ till flytten och hon kunde nu ombesörja sönerna Oscars och Ernsts utbildning på Tekniska skolan. Bröderna utbildade sig till fotografer. Äldsta brodern Carl var kammarskrivare. Systern Gerda, som även hon studerade på Tekniska skolan, utbildade sig till handarbetslärare men arbetade inom fotoyrket. Systern Selma utbildade sig till diakonissa vid Ersta.

### Studier
Ester Ellqvist utbildade sig i slutet av 1890-talet på Tekniska skolan i Stockholm. Den 29 augusti 1900 blev hon antagen till Kungliga Akademien för de fria konsterna och fick gå på den så kallade Fruntimmersavdelningen. Samtidigt bedrev hon studier i etsning vid Tallbergs etsningsskola. Till en början utmärkte sig hon inte som konstnär men utvecklades och 1905 fick hon "loford" och 180 kronor.

### Uppvaktning och giftermål
Ester Ellqvist träffade John Bauer på Konstakademien där de båda började studera höstterminen 1900. Deras kärleksförbindelse verkar ha tagit form i början av 1902. Relationen präglas av stark passion som rymmer stark kärlek men också mycket svartsjuka och ambivalens. De gifte sig den 18 december 1906.

### Livsvillkor
Hon var bland annat modell till Bauers guldlockiga prinsessa Tuvstarr. Efter giftermålet avbröt hon motvilligt sin konstnärliga utbildning. Paret fick 1915 sonen Bengt Olov, smeknamn Putte. Hon stod i begrepp att återuppta sitt måleri, när hon tillsammans med man och son omkom vid kanalbåten Per Brahes undergång 1918 utanför Hästholmen i Vättern.
Ester eller Esther är själv inkonsekvent med hur hon stavade sitt namn, vilket framgår den brevkorrespondens som finns i Jönköpings läns museums samlingar. Hennes make John stavade oftast hennes namn med h: Esther.
Ellqvists liv skildrades i en TV-film 1986 i regi av Agneta Elers-Jarleman.